# Zamek w Olszanicy
Zamek w Olszanicy – niezachowany zamek z XIV wieku w Olszanicy w powiecie złotoryjskim, wpisany do rejestru zabytków nieruchomych województwa dolnośląskiego.

## Położenie
Zamek-dwór położony był we wsi w Polsce, w województwie dolnośląskim, w powiecie złotoryjskim, w gminie Zagrodno.

## Historia
Zamek był siedzibą rycerzy – rabusiów czyniących rozboje na okolicznej ludności oraz przejeżdżających kupcach. Mieszczanie Złotoryi wspierani przez górników złota pod przewodnictwem księcia Fryderyka legnickiego w 1512 roku zdobyli zamek, który zniszczyli. Po obiekcie zachowały się tylko fragmenty fosy.